# Wettswil am Albis
Wettswil am Albis est une commune suisse du canton de Zurich, située dans le district d'Affoltern.

Vue aérienne (1953).